# ジャニー喜多川
ジャニー 喜多川（ジャニー きたがわ、Johnny Kitagawa、John Hiromu Kitagawa、1931年〈昭和6年〉10月23日 - 2019年〈令和元年〉7月9日）は、日本の実業家、芸能プロモーター、音楽プロデューサー。ジャニーズ事務所（現・SMILE-UP.）創業者・初代社長。
1964年に芸能事務所のジャニーズ事務所を設立して同社の代表取締役社長を長年務め、事務所に所属していた多数の男性アイドルに対して性加害を繰り返していたことが発覚している（詳細は後述）。プロデューサーとして3つのギネス世界記録（「最も多くのナンバーワン・シングルをプロデュースした人物」「最も多くのコンサートをプロデュースした人物」「最も多くのチャート1位アーティストを生み出したプロデューサー」）を保有していたが、性加害問題の発覚後にこれらはサイトから削除されている。
日本名は喜多川 擴（きたがわ ひろむ）。英語名はジョン・ヒロム・キタガワ（John Hiromu Kitagawa）。「ジャニー」は本名ではなく、ショービジネス関係で知り合ったアメリカ人から呼ばれた愛称と言われ、英語名の愛称を自称としていた。

## 生涯

### 出生
1931年、ロサンゼルスにて出生。日本と米国の二重国籍を持っていたため、ミドルネームがあった。1933年に喜多川一家は日本へ移住し、大阪府大阪市で生活した。しかし間もなくして母親が死去、やがて太平洋戦争が勃発すると子供達だけで和歌山県東牟婁郡那智勝浦町に疎開した。1945年7月、和歌山大空襲に被災。その後満年齢16歳まで日本で育った。
第二次世界大戦終結後、満年齢16歳であった1947年に子供達だけでロサンゼルスへ移動し、現地の高校に入学した。高校時代にはロサンゼルスの「アーニー・パイル・シアター」にて、ミュージックメイカーのアシスタントとして、アルバイトを経験している。ロサンゼルスの高校を卒業後、姉と同じロサンゼルス・シティー・カレッジに進学。
1950年に美空ひばりが育ての親・川田晴久と共にアメリカ公演を行った。そしてロサンゼルス公演の際、父が真宗大谷派東本願寺ロサンゼルス別院を会場として用意したため、ステージマネージメント全体を担当する。 
1952年にアメリカ軍に徴兵され、朝鮮戦争に従軍。戦災孤児となった子供たちに英語を教えるなど、1年2か月の兵役の後、軍事援助顧問団の事務職員として来日。東京の米国大使館に駐在しながら少年野球チーム「ジャニーズ」を結成し、のちにこの中の4人がジャニーズ事務所第1号グループになった。再来日後はアメリカ合衆国大使館軍事援助顧問団（MAAG）の職員として勤務。

### ジャニーズ事務所の設立・運営

#### 1960年代から1970年代まで

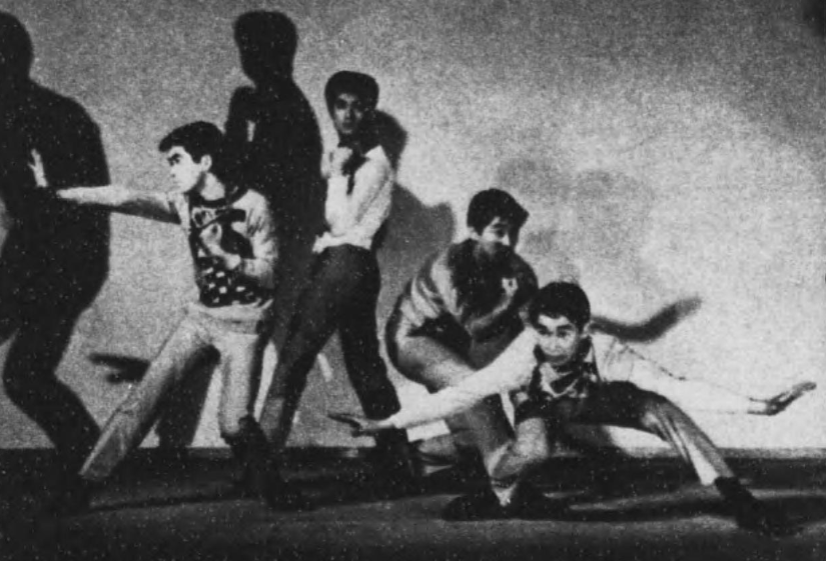
ジャニーズ（1965年、日生劇場）

1960年代初頭、喜多川は自分の居住していた東京都渋谷区・代々木の在日米軍宿舎「ワシントンハイツ」にて、近所の少年たち約30人で構成された少年野球チームのコーチを務めていた。そのチーム名は、「オール・ヘターズ」「オール・エラーズ」を経て、「ジャニーズ少年野球団」となった。
ある日、雨で野球の練習ができなくなり、このチームのメンバーの中から渋谷区立代々木中学校の生徒4人を選抜し映画館に連れて行く。そして、そこで鑑賞したミュージカル映画『ウェストサイド物語』に一同感動し、エンターテインメント事業を興業することを決意した。1962年（昭和37年）4月、自身が結成させた野球チームのメンバーである4名の少年により最初のグループであるジャニーズ（通称・初代ジャニーズ）を結成する。
1962年（昭和37年）6月にジャニーズ事務所を創業、1965年（昭和40年）に正式に事務所を構えた。創業当初は東京都豊島区池袋西口にある芸能プロダクション「新芸能学院（現：名和プロダクション）」に在籍をしており、渡辺プロダクションと業務提携して渡辺プロを窓口としていた。1964年には「新芸能学院」との間で、授業料の支払いと所属する未成年男子に対する喜多川の猥褻行為を巡って裁判となったが、当時は同性愛へのタブー視と重なり、あまり真剣にとらえられることはなく、広く問題にならなかった。
1967年に「フォーリーブス」、1971年に「郷ひろみ」がデビュー。郷は1973年には新御三家と呼ばれるなど、一躍トップアイドルの仲間入りを果たす。だが1975年、ジャニー喜多川からの過度な寵愛に反発してジャニーズ事務所を退所し、設立4年目のバーニングプロダクションへ移籍した。フォーリーブスは1978年に解散した。

#### 1980年代から1990年代まで
ジャニー喜多川は、日本の芸能プロを代表する渡辺プロダクションの渡辺晋とほぼ同世代であるが、活動開始が遅く、先行する大手プロダクション群を凌駕し始めたのはこのころである。初期には、「たのきんトリオ」・「シブがき隊」・「少年隊」などの3人組アイドルをデビューさせた。いずれも人気を得たが、数年間のアイドル活動後、個人での活動に移行していった。
1987年には、7人組アイドルグループ「光GENJI」をデビューさせた。光GENJIはローラースケートで踊りながらアクロバティックなライブを行うという、これまでにない革新的なアイドルグループとして注目され、非常に大きな成功を収め、現在の男性アイドルグループの基礎となった。ただしデビュー後ただちに売れたため、トークやお笑いなどのスキルを習得する時間がなく、アイドルブームが去った1990年代の芸能界に適応できなかった、常に7人全員で活動していたため、メンバーの人間関係に問題が生じた、止まる暇もなく全力疾走で駆け抜けてきたため、疲弊し切っていた事などのため、8年で活動を終えた。
1991年には、SMAPがCDデビュー。SMAPは当初、光GENJIのように歌をメインにしたアイドルグループを目指していたが、当時はまだ光GENJIが人気であったことや、アイドル業界そのものが氷河期であったこともあり、1993年頃までは人気が出なかった。そこで、バラエティー番組と両立するスタイルを模索していった。SMAPは、ライブだけでなくバラエティー番組でも活躍できるアイドルとして注目を集め、個性的なメンバー達の掛け合いにスポットを当てることに注力し、かつ短命に終わらない持続性を持ったグループとして大きな成功をおさめた。
SMAPのデビュー後にもバンド形式のTOKIO、年齢差のある個性派アイドル集団であるV6、関西系の二人組ユニットであるKinKi Kids、王道的アイドルを目指す嵐を次々にデビューさせた。これらは、SMAPに続くバラエティー番組でも活躍できるアイドルグループとして成功を収めた。

#### 2000年代から2010年代まで
2000年代にはKinKi Kidsに続く二人組ユニットであるタッキー&翼、V6や嵐に続くワールドカップバレーのイメージキャラクターとしてデビューしたNEWS、関西出身者だけで構成される関ジャニ∞、ジャニーズ異色のワイルドグループであるKAT-TUN、メンバー全員が平成生まれであるHey! Say! JUMPなど、個性的なグループを続々とデビューさせた。
その傍ら、1999年から2000年にかけて『週刊文春』が喜多川の性的虐待疑惑を報じた一連の特集記事が名誉毀損であるとして民事訴訟を起こした（#性加害問題も参照）。東京高裁はジャニー喜多川の性的虐待を認定し、『週刊文春』名誉毀損を否定する判決を下し、2004年に最高裁の上告棄却で確定した。しかし日本のテレビ各局は、この判決について全く報道せず、新聞では、数社が小さくベタ記事を掲載したのみで、メディアの大部分がジャニーズ事務所に忖度して報道せず、社会的な問題になることはなかった。そのためジャニー喜多川は、ひきつづきジャニーズ事務所の運営者として、「国の宝」として崇められ続けた。
2010年代には少年隊以来の3人組ユニットであるNYC、光GENJIを彷彿とさせるローラースケートを武器にしたKis-My-Ft2、セクシー路線のSexy Zone、ジャニーズ初のDVDシングルデビューとなったA.B.C-Z、関西出身者のみで構成されたジャニーズWEST、光GENJI以来となるファンタジー路線を主題にしたKing & Princeなど、原点回帰してこれまでの成功事例を取り入れつつも新たな要素を加え、所属タレントの活躍の場を広げていった。
2011年7月に東京都渋谷区内の自宅マンションに見知らぬ男が侵入し、喜多川を締め出して30分以上に亘って篭城するという事件が起こった。喜多川は34階建てタワーマンションの最上階に居住していたが、この事件による怪我や室内の物品の破損・盗難などの被害はなかった。

### 死去
2019年（令和元年）6月18日、午前11時30分ごろ、自宅で体調の異変を訴え、救急搬送された。同日、Twitter上にて「ジャニー喜多川が緊急搬送され、入院した」という趣旨の書き込みが発信された。情報はすぐに拡散され、6月19日には、東京スポーツが喜多川の緊急搬送について報じていた。
6月22日、まとめサイトが「ジャニー喜多川が死亡した」との記事を配信したが情報源も内容もあいまいで、これ以降、彼の容態に関する情報がインターネット上に拡散した。
7月1日、ジャニーズ事務所は喜多川が解離性脳動脈瘤破裂によるクモ膜下出血で倒れ、入院し治療を受けていることを発表。
7月9日午後4時47分、東京都渋谷区の日本赤十字社医療センターでクモ膜下出血により死去。
7月12日、子会社・ジャニーズアイランドの渋谷区に所在する稽古場において「家族葬」が行われ、司会を務めた国分太一（TOKIO）・井ノ原快彦（当時V6）はじめ「子供達」と称されていた事務所タレント150人に見送られた。
9月4日、東京ドームにおいてジャニーのお別れの会が開かれた。午前と午後の二部制で開催され、午前の「関係者の部」では約3,500人の芸能関係者が、午後の「一般の部」では約8万8000人の一般人が参列した。「関係者の部」には、東山紀之、中居正広、木村拓哉ら所属タレント154人が、また黒柳徹子、北大路欣也、北島三郎、和田アキ子、秋元康、久米宏、みのもんた、爆笑問題、林真理子、内館牧子、山東昭子などジャニー喜多川と親交や関係があった芸能人・著名人3500人が参列した。当時の内閣総理大臣である安倍晋三も弔電を送った。

### 墓所
墓は和歌山県伊都郡高野町、高野山にある。ジャニーの父・諦道は真言宗の僧侶で、一時期はアメリカ・ロサンゼルスにある高野山真言宗米国別院の主務を務めたため、高野山とジャニーには、浅からぬ縁があった。2019年9月までに完成した墓石は、国産の高級石を使っているが、墓は華美ではないデザインであり、飾らない人柄だったジャニーをしのばせている。その後、納骨が済んでいなかったため、しばらくはシートで覆って厳重管理されていたが、11月下旬に姉の藤島メリー泰子ら数名の親族で、静かに納骨を執り行い、ジャニーは墓に入った。墓誌に刻まれたジャニーの戒名は、高野山の寺院関係者によると「国の宝」「道を極めた人」などを意味するという。

## 人物
座右の銘は「Show must go on（ショーは何があろうと続けなければならない）」。
芸能界では裏方に徹しており、世間に顔を知られることを極端に嫌っており、公になった顔写真は極めて少ない。通常、大手企業や有名企業のCEOの写真は、会社サイトや資料などで公開され、報道機関なども写真を持っており、他社もそれを使用できるが、ジャニーズ事務所はメディアに対して極めて強い支配力を持ち、日本のメディアは機嫌を損ねることを恐れ、顔写真を使用しないよう自粛していると指摘されている。BBCのジャーナリストのモビーン・アザールは、「成功して世界に知られた人物なのに、使用可能な彼の写真はごくわずかです。ここから分かることは、彼は何もかもコントロールする力を持っていたということです。その支配力は想像を超えます。自分の印象さえ操作できたわけですから。マイケル・ジャクソンだって自分の好まない写真が出回ることを止められなかったし、英王室やダイアナ妃だって報道をコントロールすることはできませんでしたが、喜多川氏にはそれを可能にする力があった。彼の好まない写真や記事を載せれば切られる。日本で、何人もの人からそう聞かされました。これはとても問題です」と述べている。
アメリカ陸軍軍属として朝鮮戦争に赴いたこともあり、その自身の体験を2017年に自身が演出した舞台『ジャニーズ YOU＆ME アイランド』で描いた。
1985年8月11日に大阪の新歌舞伎座で幕を開けた舞台「森の石松」主演の近藤真彦の応援のために少年隊とともに翌12日の日本航空123便に搭乗する予定だったが、初日に近藤が開く記者会見に来てほしいと要請を受けて大阪入りを前倒しにし、少年隊は東京に残った結果この墜落事故を避けられた。
2012年5月3日に中国への進出を報道陣の前で表明するも結局頓挫した。
ジャニーズ事務所の経営は実質的に姉のメリーが行っており、ジャニーはメリーからお小遣いを貰っていた。

### ジャニー語録
数多の「ジャニー語録」のなかでも最も有名といえるのが「YOU、やっちゃいなよ」のフレーズである。「人間は失敗で学んだことは忘れないもの。完璧な人間なんて信用できない」という考えから、ジャニーはタレントには何にでも果敢にチャレンジさせていた。それを表した言葉が「YOU、やっちゃいなよ」である。
ジャニーの死後、TOKIOの国分太一は番組MCを務める『ビビット』（TBS系）で「ぼくの心のなかには、ジャニーさんの『YOU、やっちゃいなよ』という言葉が、ずっと胸にある。これは、いろんなことにチャレンジしているジャニーズ事務所の所属タレント全員が心に持っている言葉であり、この言葉のおかげで、新たな挑戦、チャレンジができるようになったと、ぼくはそう思っている。」と明かしている。

### 親族
父の喜多川諦道は仏教の高野山真言宗米国別院の僧侶で、1946年2月から1948年2月までプロ野球チーム「ゴールドスター」（のち金星スターズ）のマネージャーだった。姉はメリー喜多川。兄の喜多川真一はアメリカ航空宇宙局でアポロ計画の設計もしていた科学者だったが、1980年代に50代半ばで死去している。姪に藤島ジュリー景子がいる。

## 性加害問題
ジャニー喜多川については、ジャニーズ事務所の創設初期から、所属する未成年男子らに対して猥褻な行為を行っているという噂があった。1988年には元フォーリーブスの北公次が、翌1989年には元ジャニーズの中谷良がこの件についての暴露本を公刊した。1999年には週刊文春の特集記事で取り上げられた。週刊文春の記事について争われた民事裁判では、喜多川が事務所における絶対的に優位な立場・権力を利用して元ジャニーズ事務所所属の未成年男子に性的虐待行為をしていたと認定された。一方で、刑事裁判を提起する者が喜多川の生前に現れることはなかった。
ジャニーズ事務所が芸能界で巨額の利益をあげるようになって以降、喜多川が気に入った少年をデビューさせることが性加害と密接に結びついていた。ジャーナリストの松谷創一郎は、このような性的虐待をともなうアイドル供給の仕組みは、喜多川個人の問題というだけではなく、日本の芸能界の構造の問題としても読み解く必要があるとしている。
マスコミでは、2023年3月にBBC（イギリス公共放送）がドキュメンタリー番組『en:Predator: The Secret Scandal of J-Pop（邦題: J-POPの捕食者 秘められたスキャンダル）』を放送した。それ以降、日本でも実名での被害の証言者が現れ、日本のマスコミにおいても多く報道されるようになった。

## 受賞歴
- 2003年（平成15年）、第28回菊田一夫演劇賞「特別賞」受賞。授賞式には堂本光一を代理人として参加させた。ただし、性加害問題を受けて2023年（令和5年）10月18日に受賞は取り消された[55]。
- 2019年（令和元年）、第61回日本レコード大賞「特別音楽文化賞」受賞。没後に追贈され、同年12月30日の発表会の際には近藤真彦が代理で受け取った[56]。ただし、性加害問題を受けて2023年（令和5年）10月13日に受賞は取り消され、管轄の日本作曲家協会ホームページからも削除された[57]。
- いずれも受賞が取り消されたのは初の事例である。

### ギネス世界記録
- 2011年（平成23年）、ギネス・ワールド・レコーズが「最も多くのナンバーワン・シングルをプロデュースした人物」と「最も多くのコンサートをプロデュースした人物」に認定された[10]。ジャニー喜多川はそれまで「自分の写真を決して公開しない人物」として有名であったが、この受賞に際し自身の公開用肖像写真を初めて撮影した[44]。
- 2012年（平成24年）、「最も多くのチャート1位アーティストを生み出したプロデューサー」として3つ目のギネス認定を受けた[11]。
- ギネスワールドレコーズは2023年（令和5年）9月6日にこれらの記録を公式サイトで非公開とした。記録自体は残っており、記録の抹消については「該当者が有罪となった際に精査する」としている[58][59][60]。ただし、喜多川は2019年（令和元年）に死去しているため、仮に検察が公訴したとしても刑事訴訟法第339条により棄却される。

## 製作に関わった映画
- ブルージーンズ メモリー（1981年）
- グッドラックLOVE（1981年）
- 映画 少年たち（2019年）

## 作詞した楽曲
- We'll Be Together（少年隊、1992年） - 小倉めぐみとの共作詞[61]
- Theme of Coming Century（Coming Century、1995年） - JOHNNY.K 名義[62]

## 出演・取り上げられた番組
- JOHNNYS' World：Top of the J Pops（ジャニーズ・ワールド：トップ・オブ・ザ・ジェイ・ポップス）：2013年1月27日、NHKワールドTV[63]。喜多川の功績を称える特別番組。喜多川のインタビューが放送されたが、顔は映さずに肩越しや脚のみなどの映像だった。喜多川はインタビューに日本語で回答していたが、海外向けの放送のため英語の吹き替えが入り、肉声はかすかに聞こえる程度である。
- 蜷川幸雄のクロスオーバートーク（2015年1月1日、NHKラジオ第1放送）：番組の記念すべき第1回のゲストとして出演。メディアに登場しない喜多川の肉声が収録された珍しい番組となった[64]。
- 「JOHNNYS' World：Top of the J Pops」：上記を参照。
- 「Predator: The Secret Scandal of J-Pop（邦題：J-POPの捕食者 秘められたスキャンダル）」：BBC（イギリス公共放送）、2023年3月。喜多川の性加害疑惑を追うドキュメンタリー番組。
- 「“誰も助けてくれなかった” 告白・ジャニーズと性加害問題」：NHK『クローズアップ現代』、2023年5月。喜多川の性加害疑惑を追う特集番組。